# F1 (granata Unione Sovietica)
La F1 o RGD1 era la bomba a mano standard dell'Armata Rossa durante il corso della seconda guerra mondiale. 
Era molto più potente delle controparti alleate e dell'asse, tanto è vero che unendo grappoli di tali bombe a mano si otteneva una discreta arma anticarro.
Tuttavia gli inconvenienti erano una poca maneggevolezza e un peso non indifferente rispetto alle altre bombe a mano. La granata F1 era una granata difensiva, in cui il raggio mortale di 30-45 metri era superiore ai circa 30 metri a cui potevano essere ragionevolmente lanciate.

## Altri progetti

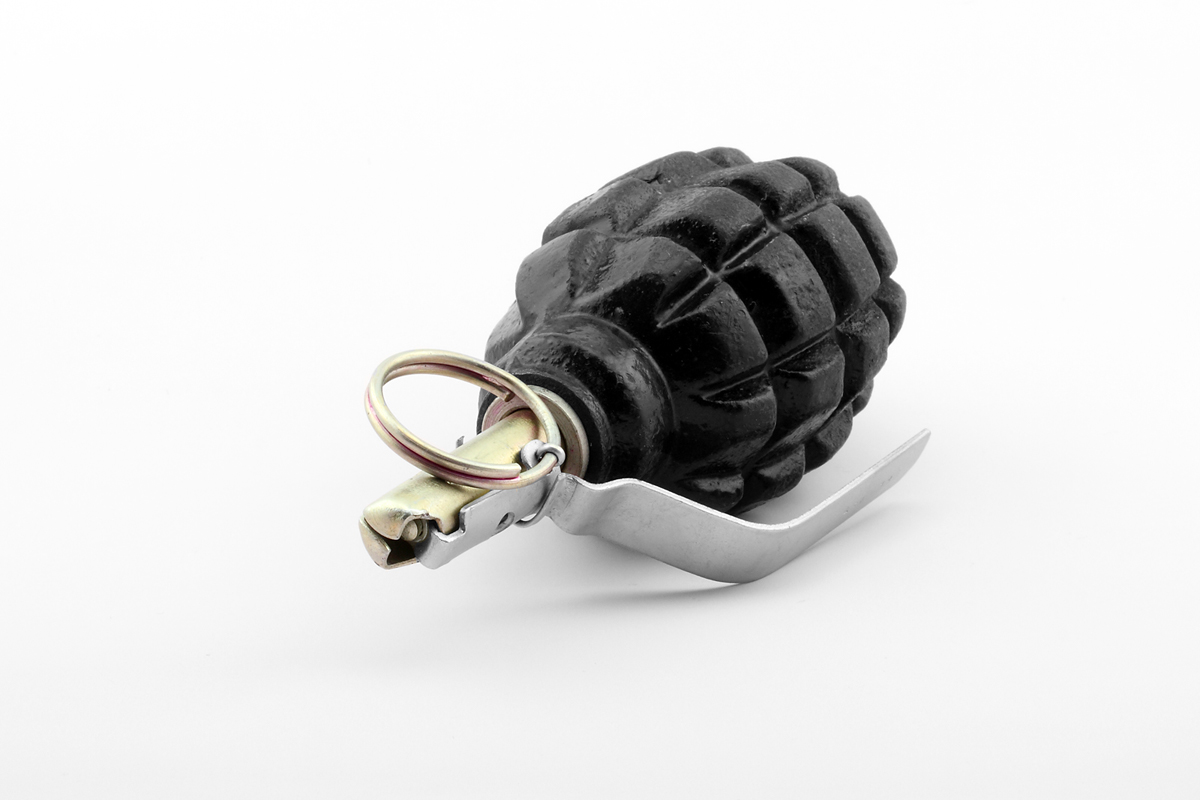
Granata F1